# Marco Minnaard
Marco Minaard  (* 11. April 1989 in Wemeldinge) ist ein ehemaliger  niederländischer Radrennfahrer.
Bei den Mountainbike-Weltmeisterschaften 2010 belegte Minnaard Platz sieben mit der niederländischen Staffel. Auf der Straße fuhr er in den Jahren 2012 und 2013 beim Rabobank Continental Team und wechselte 2014 zum UCI Professional Continental Team Wanty-Groupe Gobert, für das er 2017 mit dem Gesamtwertungssieg bei der Rhône-Alpes Isère Tour sein erstes internationales Rennen gewann. Seine erste Grand Tour bestritt er mit der Tour de France 2017, die er als Gesamtvierzigster beendete. 2018 konnte er kein Rennen gewinnen. Jedoch wurde er wieder für die Tour de France nominiert und beendete dieses Rennen als 64. in der Gesamtwertung. 2019 gewann er die Bergwertung der Tour du Poitou Charentes. In diesem Jahr kündigte er sein Karriereende zum Ende der Saison an. Sein letztes Rennen fuhr Minaard am 13. Oktober 2019 mit dem Memorial Rik Van Steenbergen, welches er nicht zu Ende fuhr.

## Erfolge
2014
- Bergwertung La Tropicale Amissa Bongo

2017
- Sprintwertung Vuelta a Andalucía
- Gesamtwertung und Punktewertung Rhône-Alpes Isère Tour

2019
- Bergwertung Tour du Poitou Charentes

## Grand-Tour-Platzierungen
| Grand Tour            | 2017 | 2018 |
| --------------------- | ---- | ---- |
| Giro d’ItaliaGiro     | –    | –    |
| Tour de FranceTour    | 40   | 64   |
| Vuelta a EspañaVuelta | –    | –    |